# Hamoir
Pour les articles homonymes, voir Hamoir (homonymie).
Hamoir (en wallon Hamwér) est une commune francophone de Belgique située en Région wallonne dans la province de Liège, ainsi qu'une localité où siège son administration. Elles se trouvent à l'extrême sud de la province, au confluent de l'Ourthe et du Néblon.

## Géographie
Hamoir fait partie du canton électoral de Nandrin et de l'arrondissement administratif de Huy. Outre l'ancienne commune de Hamoir, elle regroupe depuis la fusion des communes de 1977 les communes de Comblain-Fairon au nord-est et le village de Filot à l’est.
Hamoir est essentiellement une commune rurale. La vallée de l'Ourthe traversant la commune du sud au nord contribue à son développement touristique principalement à Hamoir et à Comblain-la-Tour (gares SNCB, campings, hôtels, restaurants). L'Ourthe reçoit successivement le Néblon à Hamoir, le Bloquay à Fairon et le Boé à Comblain-la-Tour. Hamoir possède aussi une usine de transformation de produits laitiers et de nombreux commerces (principalement dans la rue du Pont). La commune est traversée par la Route Nationale 66 qui lui sert comme lieu de repère. À Huy, on parle de la « route de Hamoir ».
La commune fait partie de quatre régions naturelles différentes : l'Ardenne dans les bois à l'est de Filot, la Calestienne à Filot, la Famenne dans une grande partie de Hamoir, Fairon et Comblain-la-Tour et le Condroz à Sparmont et Lawé.
Hamoir est jumelée avec la commune française de Saulxures-sur-Moselotte, chef-lieu de canton du département des Vosges, et avec la commune allemande de Wenigumstadt, au nord-ouest de la Bavière.
La commune fait partie du Groupement Régional Économique des vallées de l'Ourthe, de la Vesdre et de l'Amblève (GREOVA) ainsi que de la maison du tourisme du Pays d'Ourthe-Amblève.

### Sections de commune
La commune est composée des trois anciennes communes suivantes:
Comblain-Fairon, Filot (village du compositeur Édouard Senny et Hamoir, centre administratif depuis la fusion de 1977.
| # | Nom             | Superf. (km²) | Habitants (2020) | Habitants par km² | Code INS |
| - | --------------- | ------------- | ---------------- | ----------------- | -------- |
| 1 | Hamoir          | 10,80         | 1.672            | 155               | 61024A   |
| 2 | Comblain-Fairon | 10,40         | 1.732            | 167               | 61024B   |
| 3 | Filot           | 6,54          | 441              | 67                | 61024C   |

### Autres Villages
- Comblain-la-Tour, qui eut pendant huit années son festival de jazz, le Comblain Jazz Festival ; le festival fut relancé en 2009 à l'occasion du cinquantième anniversaire de la première édition et organisé jusqu'en 2016. En 2023, Le Jazz animation Gouvy, l’Office du Tourisme avec le soutien de la Commune de Hamoir et le Syndicat d’initiative de Comblain-la-Tour ont relancé le Festival.
- Fairon, village concentrique autour de son église.
- Filot, village homogène comprenant de nombreuses fermes et habitations en pierre calcaire.

### Hameaux
Xhignesse, Tabreux, Lassus, Comblinay, Lawé, Sparmont, Chirmont et Insegotte.

### Communes limitrophes
| Anthisnes | Comblain-au-Pont |           |
| Ouffet    | Hamoir           | Ferrières |
| Durbuy    | Ferrières        |           |

### Description du village
Le village de Hamoir se trouve essentiellement concentré au fond de la vallée de l'Ourthe à l'endroit de son confluent avec le Néblon ainsi que sur le flanc ouest de la colline, à environ 119 m d’altitude au pont, à 12 km en amont du confluent de l'Ourthe et de l'Amblève, à 39 km de Liège et 24 de Huy. Située principalement en Famenne, l'ancienne commune de Hamoir regroupait trois « entités » : Xhignesse sur la rive droite en aval, Hamoir-centre, et Hamoir-Lassus en amont, également sur la rive droite.

## Démographie

### Démographie: Avant la fusion des communes
- Source: DGS recensements population

### Démographie: Commune fusionnée
En tenant compte des anciennes communes entraînées dans la fusion de communes de 1977, on peut dresser l'évolution suivante :
Les chiffres des années 1831 à 1970 tiennent compte des chiffres des anciennes communes fusionnées.
- Source: DGS , de 1831 à 1981=recensements population; à partir de 1990 = nombre d'habitants chaque 1 janvier[2]

## Histoire

### Origines du village
Il est fait mention de « Hamoir » pour la première fois dans une charte datée de 895 dans laquelle un certain Wéséric donne à son vassal Berting des biens situés à Hamor. Mais rapidement la graphie définitive devient Hamoir. Selon le docteur L. Thiry, le toponyme dériverait du germanique Hammer, marquant le lieu d'une industrie hydraulique ancienne.
Comme il est détaillé ultérieurement, le site de Hamoir est occupé depuis l'époque mérovingienne, mais il semble qu’une occupation préhistorique ne soit pas à exclure. À l'époque médiévale et moderne, le village relevait du comté de Logne qui lui-même faisait partie de la principauté abbatiale de Stavelot – remarquons que la couronne comtale surmonte toujours le blason de Hamoir. Le comté était divisé en quatre quartiers, dont celui de Hamoir qui comprenait en outre les villages de Ferrières, Filot, Sy, Logne, Vieuxville et Lorcé.

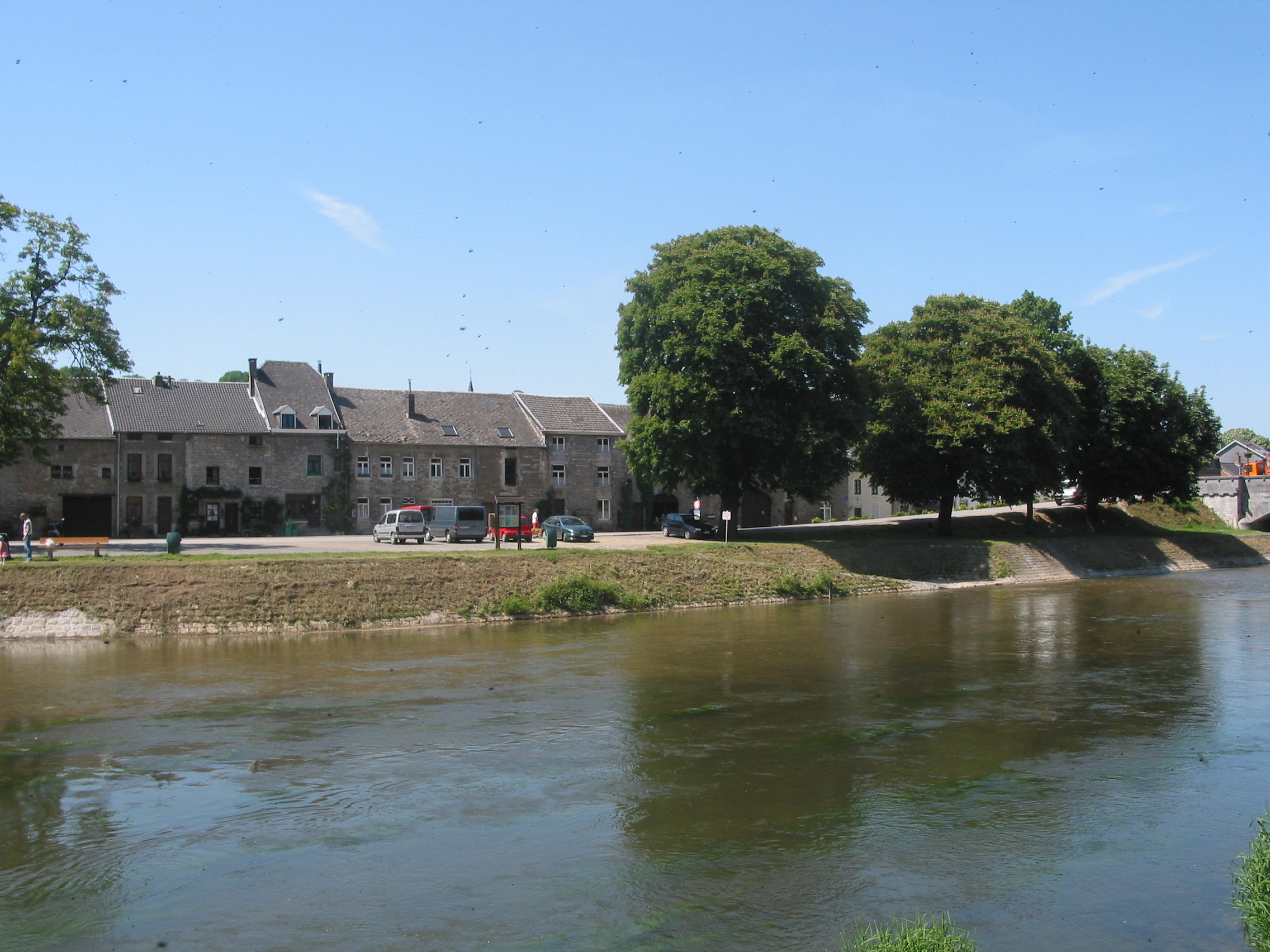
Vieilles maisons au bord de l'Ourthe.

Avant que ne s'opère le transfert administratif et religieux de Xhignesse à Hamoir, ce dernier était une entité minime par rapport au premier qui possédait une haute cour de justice relevant de Malmédy (bien qu'elle n'en ait que le nom) et une paroisse fondée entre le VIIIe et le IXe siècle avant que ne soit fondée à Hamoir, sous l'impulsion de Jean Del Cour, une chapelle dédiée à Notre-Dame. Hamoir deviendra cependant, plus tard, le siège d’une cour allodiale de Logne et une mayeurie héréditaire au moins depuis le XVe siècle. Citons les familles de Maillen qui l'occupèrent entre 1580 (Wathieu de Maillen, seigneur de Ville) et 1733 (Jacques-François de Maillen, seigneur de Ry), et de Donnea qui releva le fief en 1771 (Hubert-François de Donnea).
Dans son histoire, Hamoir eut à souffrir des différentes guerres qui touchèrent le territoire et qui furent la cause plusieurs fois de la destruction du pont, point de passage sur l'Ourthe de la mythique route reliant le Limbourg et le Condroz et dont les origines remonteraient à l’Antiquité. Après une reconstruction en 1556 à cause de son mauvais état, il s'écroule en 1573 lors d’une crue importante. Il est ensuite reconstruit au prix de nombreux emprunts importants que les habitants de Hamoir comptaient récupérer par l'imposition d'un droit de passage. Mais au cours de la guerre de Trente Ans, le pont fut détruit par ordre des États de Liège pour protéger le Condroz de l'installation du camp d'hiver de l'armée de Piccolomini. Peu après sa reconstruction, en 1637, le pont est à nouveau démoli sur ordre du capitaine de la compagnie d’Ouffet, village tout proche, Jean de Crisgnée. Ce n’est qu’en 1768, après le rachat par les États de Liège des créances et du droit de passage aux habitants de Hamoir que le pont fut reconstruit. Durant les XVIe et XVIIe siècles, les biens communaux furent considérablement réduits à cause des dettes et dommages de guerre, des aides et des nombreuses reconstructions du pont. Il fut malheureusement démoli une nouvelle fois en 1940.

### Une première implantation: le cimetière mérovingien de Tombeux
Les traces les plus anciennes d'une implantation habitée à Hamoir remontent à l'époque mérovingienne. On trouve en effet au lieu-dit de « Tombeux », sur une petite colline entre les villages actuels de Hamoir et Xhignesse, une nécropole datée du VIe siècle. C'est l'une des plus importantes de Belgique avec quelque deux cent cinquante tombes découvertes en 1967. L'utilisation des lieux s'étale sur environ quatre générations, du milieu du VIe aux environs du VIIIe siècle. L'importance du cimetière nous indique qu'il s'agissait là d'une petite communauté rurale essentiellement agraire.
Le champ funéraire se situe sur le flanc sud-ouest de la colline, et s'étend sur environ 100 mètres de long et 60 de large. L'occupation se fait progressivement d'ouest en est.
Le cimetière est caractérisé par des tombes taillées soigneusement dans la roche schisteuse du promontoire. Contrairement à d'autres cimetières mérovingiens de la même époque, l'orientation des défunts se fait Nord-Sud et non de manière Ouest-Est comme il est de coutume à l'époque. Cela témoigne d'une influence germanique encore présente dans la région. On remarquera également l’importance de certaines tombes entourées de plusieurs trous où venaient se loger des pieux destinés à former une palissade autour de la tombe du défunt vraisemblablement d’une importance sociale plus élevée.
En dehors des tombes individuelles, les plus nombreuses, le site compte plusieurs ossuaires creusés et maçonnés avec soin, et quelques tombes communes. Dans l’une de ces dernières furent retrouvés de riches objets votifs féminins. Sans doute une dame d’importance fut elle enterrée là aux côtés de ses domestiques.
Parmi les objets découverts sur les lieux, on peut citer divers bijoux et parures composés de nombreuses perles en pâte de verre opaque colorée, des ceinturons dégrafés et posés aux côtés du défunt, en bronze ciselé et en fer, dont certains damasquinés, des fibules, parmi lesquelles une en or dans une tombe de femme. Un riche collier composé d'un pendentif en or massif s'ajoute également à la collection. Des armes en grande quantité furent aussi découvertes : lances, flèches et scramasaxes étant en plus grand nombre qu'épées et boucliers. Enfin, de la poterie, dont des vases biconiques noirâtres, et quelques objets de verre. La décoration de cette vaisselle indique par ailleurs qu’un atelier de potier devait probablement se trouver à proximité.

### La paroisse: de Xhignesse à Hamoir
La constitution des paroisses aux débuts de l'époque médiévale est d'une importance qui va au-delà du caractère religieux dont elles sont tributaires. En effet, avec le passage d’une société urbaine à une société campagnarde, elles structurent le monde rural et composent un relais pour la diffusion de la foi, dont l'église paroissiale constitue le centre d'un territoire matérialisé. Évangélisée par saint Remacle, la région de Hamoir garde un souvenir tenace de son passage durant le Moyen Âge grâce au pèlerinage des fontaines se trouvant à Filot. C'est à lui que l'on doit la volonté d'établir les paroisses en nos régions. Implantations attestées par un diplôme, notamment, du roi des Francs Sigebert[Lequel ?], homme pieux, octroyant des terres à saint Remacle pour l'établissement d'un monastère.
La fondation de l'ancienne paroisse de Xhignesse est d'ailleurs intimement liée à l'abbaye de Stavelot. Une tradition populaire veut que ce soit Plectrude, épouse de Pépin de Herstal, qui soit à l'origine de cette fondation à la fin du VIIe siècle, comme elle le fut pour la paroisse voisine de Lierneux. Cette tradition est attestée par un manuscrit litigieux d’un certain Laurenty, prieur du monastère de Malmedy, dans un diplôme du XVIIe siècle. D'autres sources indiquent qu’une communauté monastique, dépendante de Stavelot, s'installa à Xhignesse, et dont les vestiges seraient l’église romane du XIIe siècle qui servait d'abbatiale et où aurait été enterré l’abbé de Stavelot saint Angelin. Cette thèse est appuyée par la découverte non loin du centre du village d'une église primitive dont les seuls vestiges sont des traces au sol d'antiques murs et poteaux, ainsi qu’une série de tombes anciennes datées des VIIIe-IXe siècles, détruites par les Normands.

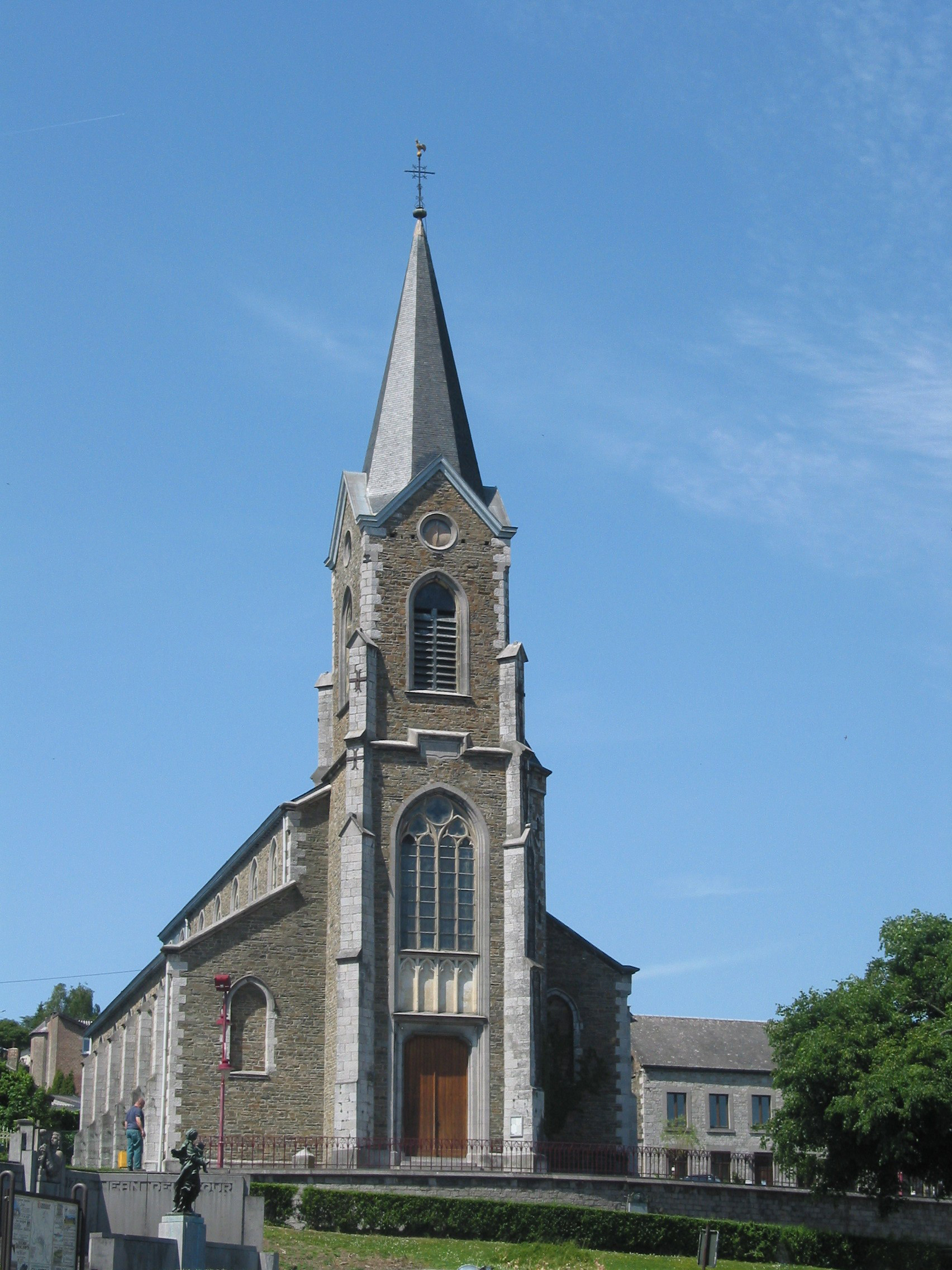
L'église de Hamoir est en style ogival-mosan du XIXe siècle (architecte Jean-Lambert Blandot).

Néanmoins, Xhignesse en tant que chef-lieu spirituel d'un vaste territoire s'étendant entre les paroisses de Stavelot, Lierneux, Tohogne et Ocquier, est attesté dès la fin du VIIe siècle. Mais à partir du XIIe siècle, la paroisse est démembrée par l’établissement de nouvelles églises dans les villages voisins, comme à Lognes ou Ferrières. Enfin, au XVIIIe siècle, il ne reste plus de l'ancienne paroisse de Xhignesse que les villages de Hamoir et Filot, Xhignesse, Lassus et Sy. Mais en 1737, la chapelle Notre-Dame de Lorette est édifiée au centre de Hamoir, et bien que l'église de Xhignesse garde le monopole des messes des grandes fêtes, cela n'empêche pas l'église de perdre son rang de paroisse en 1803 au profit d'abord de Filot et de Hamoir ensuite en 1842.
D'un point de vue architectural, l'église de Xhignesse appartient au style mosan, mais l'influence rhénane se fait bien ressentir. L'édifice est bâti en moellons de calcaire et en grès, matériaux originaires de la région. Le plan est quant à lui qualifié de basilical. La nef est composée d’un vaisseau central à trois travées et de collatéraux, ainsi que d'un transept, où, sous l'arc triomphal est suspendu un Christ en croix polychrome daté sans certitude du XVIIe siècle, qui ouvre sur le chœur. Nous remarquerons spécifiquement la présence d'un presbytérium qui précède l'abside, elle-même caractéristique par la présence à l'extérieur d’une ornementation remarquable de sept arcades aveugles surmontées de neuf niches destinées à alléger la voûte. Certains voient dans « ce procédé architectonique le départ d’une évolution qui aboutira aux galeries naines ou rhénanes. »
L'église de Hamoir fut quant à elle élevée par la volonté de Jean Del Cour dont l'héritage était destiné à l'édification d'une chapelle, dite de Notre-Dame de Lorette. C’est grâce à la vente d'une petite centaine de tableaux du célèbre peintre et sculpteur que put être entreprise la construction de l'église encore visible aujourd'hui, et débutée en 1869 à l’emplacement de la chapelle disparue. Dédiée à la Sainte Vierge Marie, l'église est dite « de style ogivale ». On y trouve à l'intérieur Le vrai portrait de Saint Luc de Jean Del Cour, ainsi qu'une porte de tabernacle sculptée du même artiste.

## Héraldique
|  | La commune possède des armoiries qui lui ont été octroyées le 23 mars 1925 et à nouveau le 30 septembre 1977. Elles sont inspirées par le sceau du conseil local du XVIIIe siècle. Des sceaux plus anciens montraient déjà un bouclier tenu par Saint-Pierre, le saint patron local. L'écu montre les armoiries de la famille Maillen, seigneurs d'Ahmoir. Quand les terres devinrent possession de la famille Donnéa les armoiries ont été remplacées par le lion de cette famille. La composition est devenue les armoiries du village en 1925. Blasonnement : D'argent au lion de sinople armé et lampassé de gueules. L'écu sommé d'une couronne de 9 perles et surmonté d'un heaume d'argent taré de front, couronné, grillé, colleté et liseré d'or, doublé et attaché, de gueules, aux lambrequins de sinople et d'argent. Cimier: le lion de l'écu issant. Supports: deux léopards lionnés de sinople armés et lampassés de gueules tenant une bannière aux armes de l'écu. L'écu placé au cété senestre d'un St Pierre debout de carnation, habillé d'or coiffé d'une tiare du même et tenant de la main dextre une clé également d'or posée en barre, le panneton d'en haut à dextre. Le tout soutenu d'une terrasse au naturel. La version simplifiée est ici montrée. Source du blasonnement : Heraldy of the World. |

## Politique et administration

### Conseil et collège communal 2024-2030
Ci-dessous, le tableau des résultats des élections communales de 2024.
| Parti | Parti | Voix (2024) | Voix (2018) | % (2024) | % (2018) | +/-     | Sièges  | +/- | Collège |
| ----- | ----- | ----------- | ----------- | -------- | -------- | ------- | ------- | --- | ------- |
|       | ICOM  | 2.114       | 1.975       | 86,75%   | 76,73%   | 10.02 % | 12 / 13 | 1.0 | Oui     |
|       | PDH   | 323         | 599         | 13,25%   | 23,27%   | 10.02 % | 1 / 13  | 1.0 | Non     |
| Total | Total | 2 437       | 2 574       | 100 %    | 100 %    |         | 13      |     |         |

| Collège communal   |                  |                                |
| ------------------ | ---------------- | ------------------------------ |
| Bourgmestre        | Patrick Lecerf   | MR - Intérêts Communaux (ICOM) |
| 1er Échevine       | Céline Fagnoulle | Intérêts Communaux (ICOM)      |
| 2e Échevine        | Nadège Vanbever  | Intérêts Communaux (ICOM)      |
| 3e Échevin         | Claude Kriescher | Intérêts Communaux (ICOM)      |
| Présidente du CPAS | Aline Van Mullen | Intérêts Communaux (ICOM)      |

### Jumelages
La commune de Hamoir est jumelée avec :
- Saulxures-sur-Moselotte (France) depuis 1961 ;
- Wenigumstadt (de) (Allemagne) depuis 1975.

Wenigumstadt fusionne avec Pflaumheim et Großostheim pour former le marché de Großostheim en 1978, à la suite de réformes administratives.
En 1996, les trois communes ont officialisé un jumelage triangulaire.

## Patrimoine et culture

### Bâtiments et monuments remarquables
Le château-ferme de Renne, situé à extrémité des possessions de l'abbaye de Stavelot-Malmédy. Les bâtiments actuels datent en majeure partie du XVIIe et du XVIIIe siècle, période à laquelle ils furent remaniés. Les premiers propriétaires furent la famille de Many déjà au XIVe siècle. Ensuite, des armoiries gravées dans une pierre datée de 1750, enchâssée dans le corps de bâtiment, où apparaissent une crosse et une mitre, nous apprennent que cette propriété fut aux mains des chanoines réguliers de l'ordre des Prémontrés. On remarquera aussi à l'intérieur une taque de fond de cheminée en fonte aux armes qui nous apparaissent comme celles du roi d'Espagne et datée de 1651.
Le château du Vieux-Fourneau situé à l'entrée de Hamoir, actuelle Maison Communale du village, était une ancienne forge et un ancien fourneau déjà présents au XVe siècle. On retrouve d'ailleurs aux abords du château des scories de fer. Le château est composé de deux bâtiments, en vis-à-vis, flanqués chacun de deux tours, l'un corps principal, l'autre corps de logis.
Le château de Hamoir-Lassus, en amont, sur la rive droite, qui fut le lieu de résidence des mayeurs héréditaires du village. La plus ancienne partie du château est un petit donjon bâti au début du XIVe siècle. Au cours du XVIIIe siècle, le bâtiment est remanié totalement en style Louis XIV. Il fait ensuite l'objet d'un remaniement important sous l'impulsion de « Puck » Chaudoir, bourgmestre de Hamoir entre 1907 et 1920, propriétaire du château. Des importantes dépendances d’origine et de la précédente réfection, il ne reste que d'anciennes étables et écuries qui ferment à demi une cour. Seuls la façade côté Ourthe et le petit donjon furent le moins retouchés. En dehors d'une petite chapelle castrale fondée en 1633 par les de Maillen, une chapelle dédiée à Saint Pierre se trouve en regard du château. Sa fondation remonte à l'année 1396. Outre son style intérieur de type Renaissance, on remarque des pierres tombales des familles de Donnea et de Maillen.
La maison du Piqueur est une demeure du début de XVIIIe siècle construite en pierre calcaire en retrait de la voirie. Située au no 1 de la place Del Cour, elle abrite aujourd'hui l'office du tourisme.
La plupart des habitations les plus anciennes du village se situent en amont du pont de Hamoir sur les deux rives de l'Ourthe ainsi que le long du Néblon. Parmi ces habitations les plus remarquables, on peut citer, en rive gauche, les maisons contigües des numéros 1, 2 et 3 du quai du Batty et, en rive droite, les maisons situées au no 14 du quai de Saulxures datée de 1772 et au no 5 de la rue du Vieux Mayeur (première moitié du XVIIIe siècle).

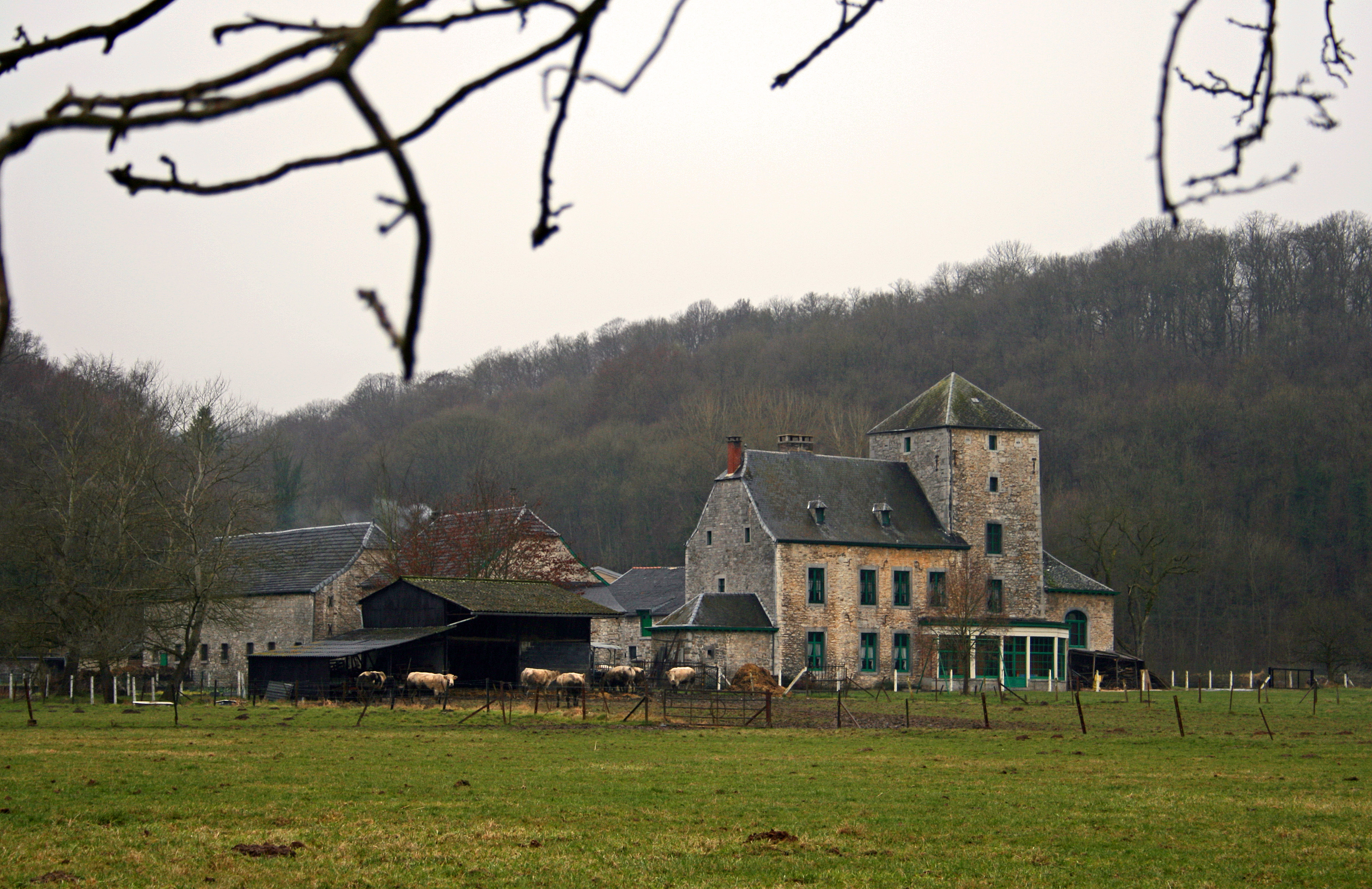
Château-ferme de Renne.
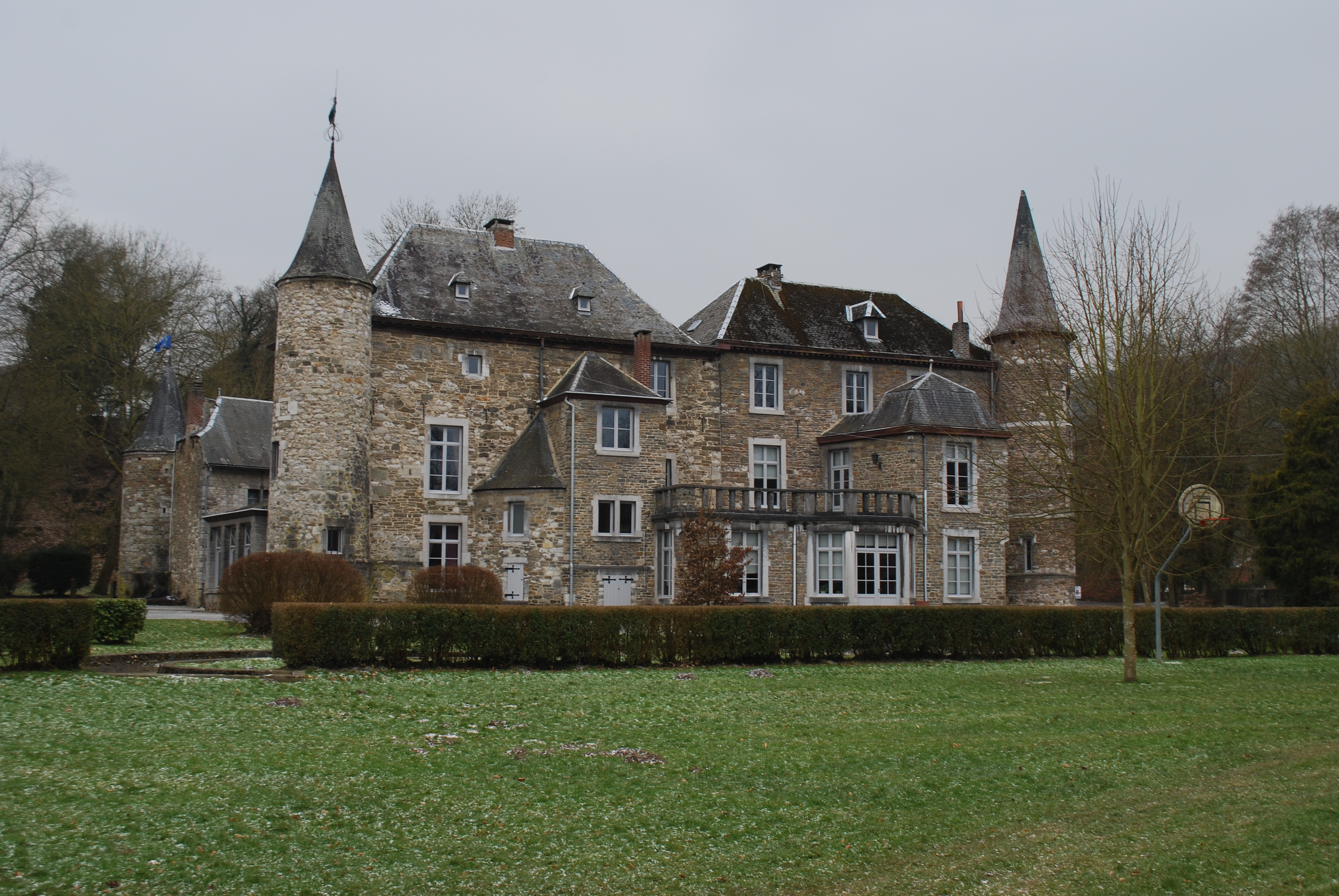
Château du Vieux Fourneau, siège de l'administration communale de Hamoir.
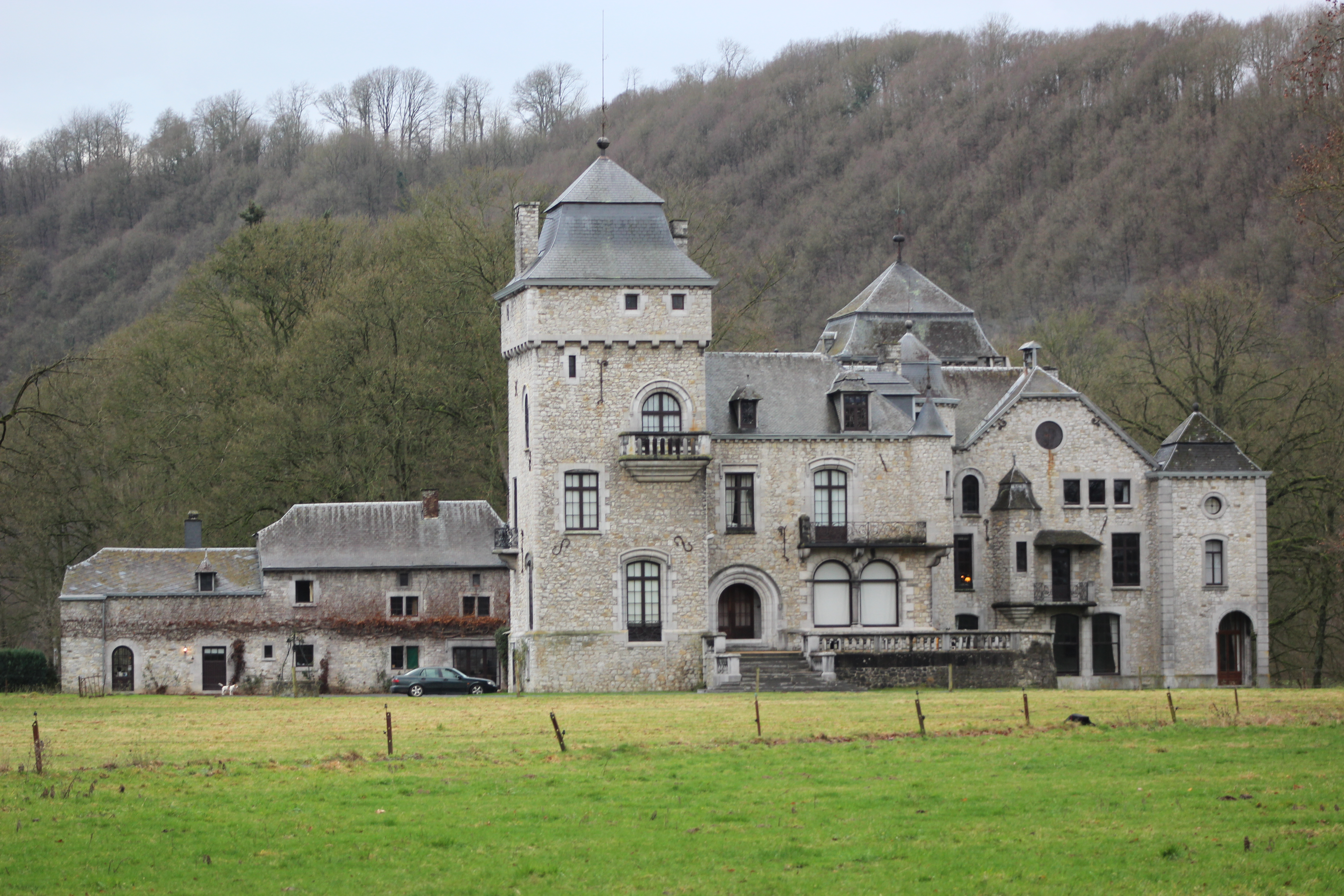
Château de Lassus.
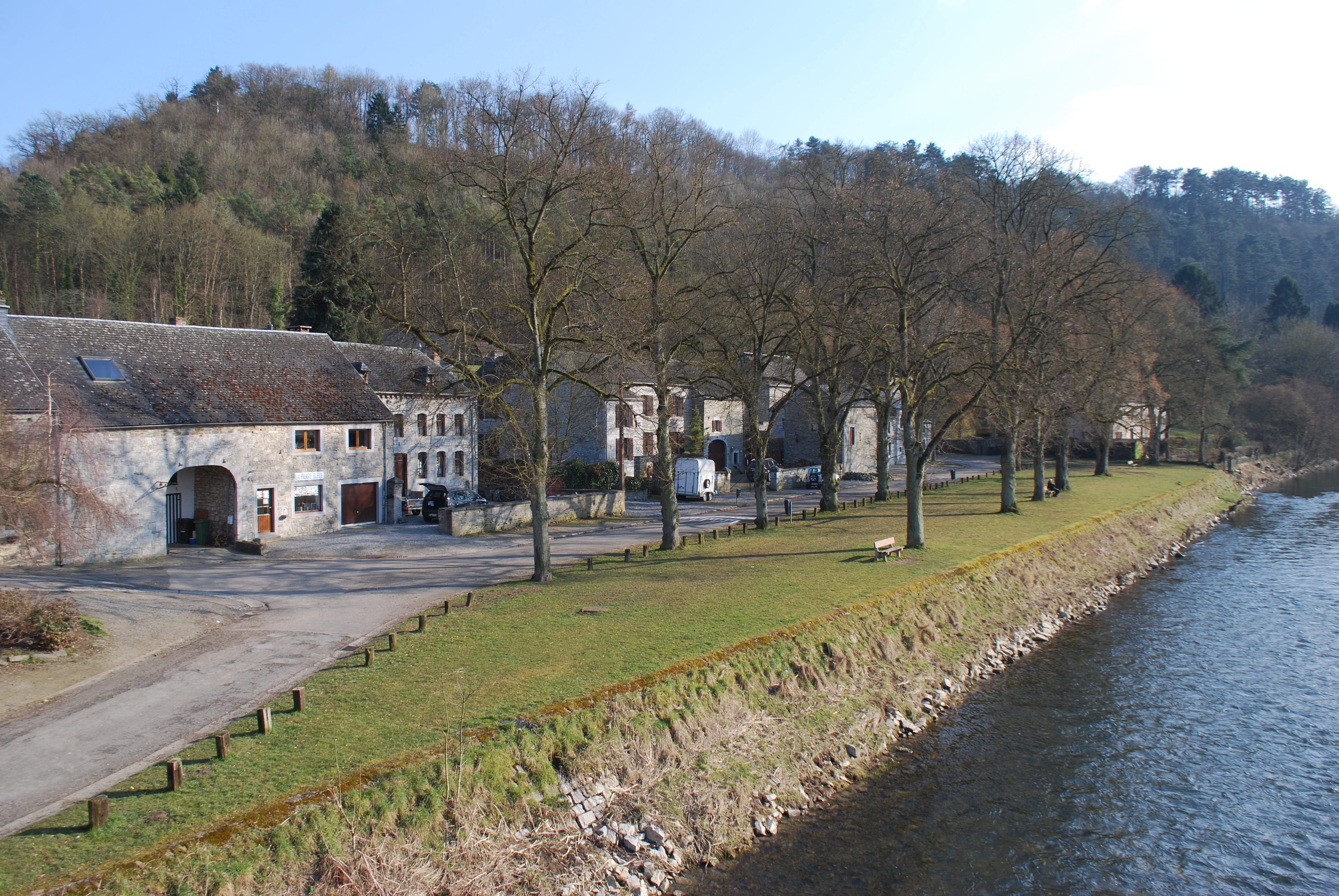
Quai de Saulxures.

Voir aussi la liste du patrimoine immobilier classé de Hamoir.

## Galerie

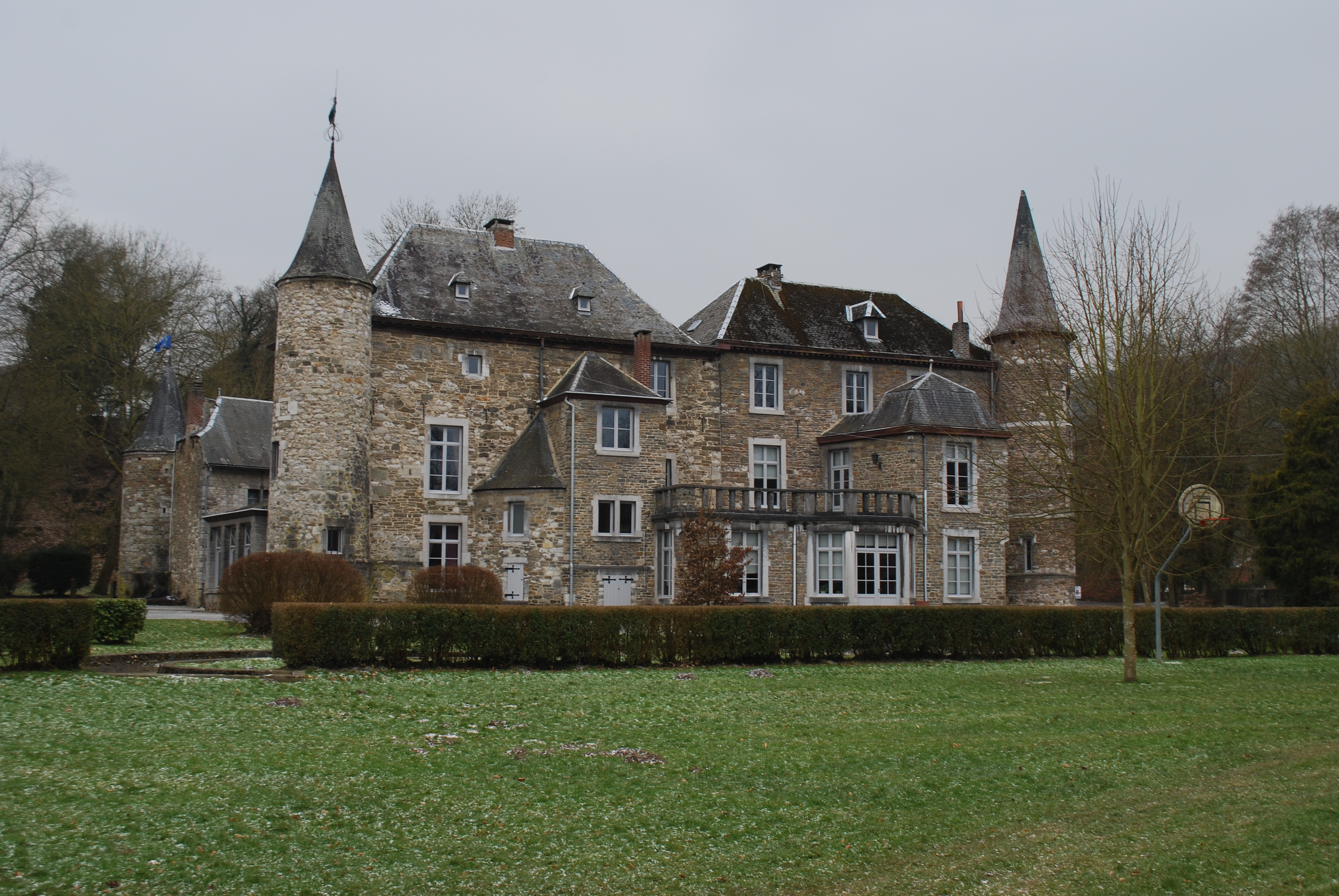
Château du Vieux Fourneau : maison communale.
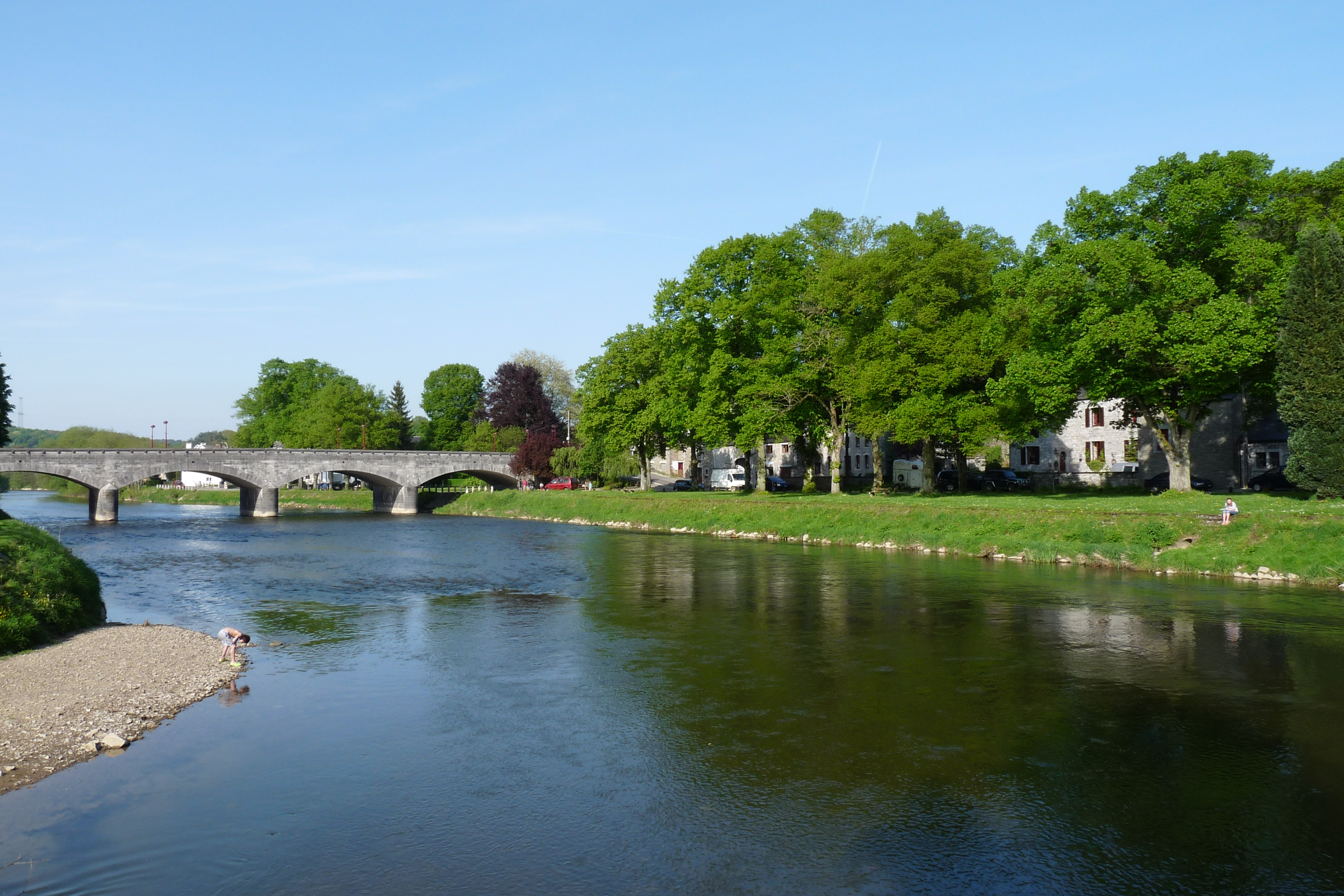
Pont de Hamoir sur l'Ourthe vu de l'embouchure du Néblon.
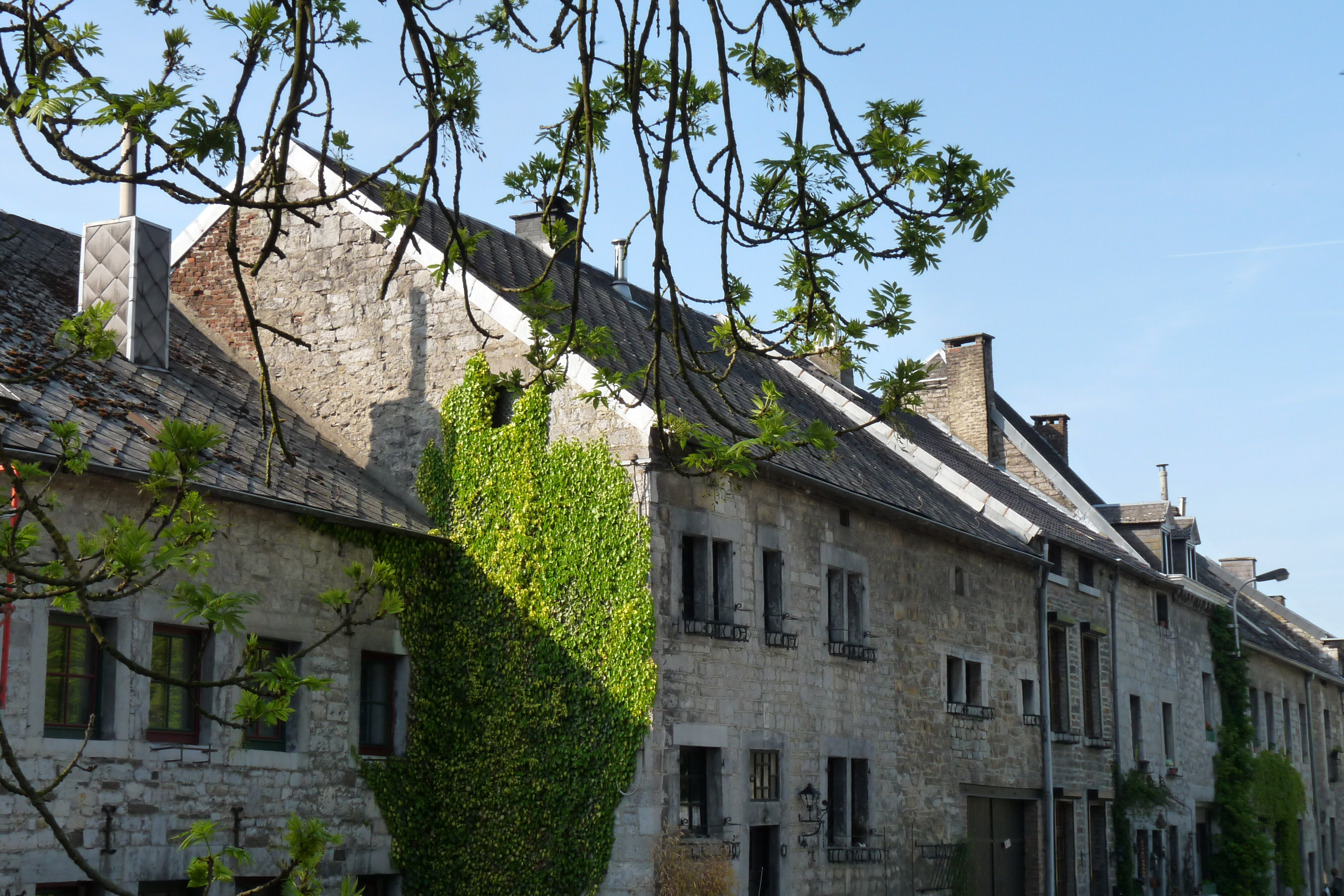
Maisons anciennes quai du Batty.
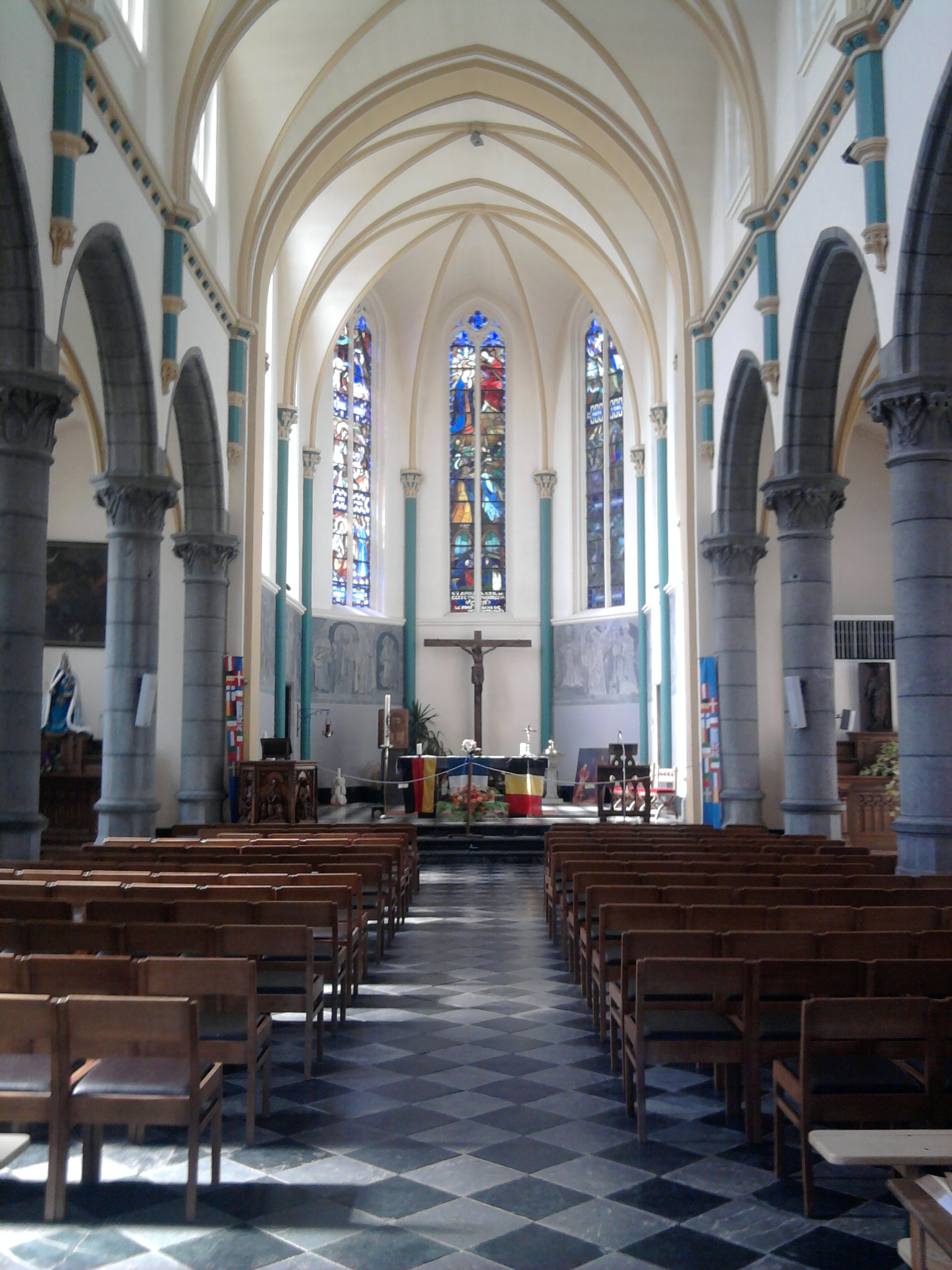
Intérieur de l'église Sainte-Vierge-Marie.
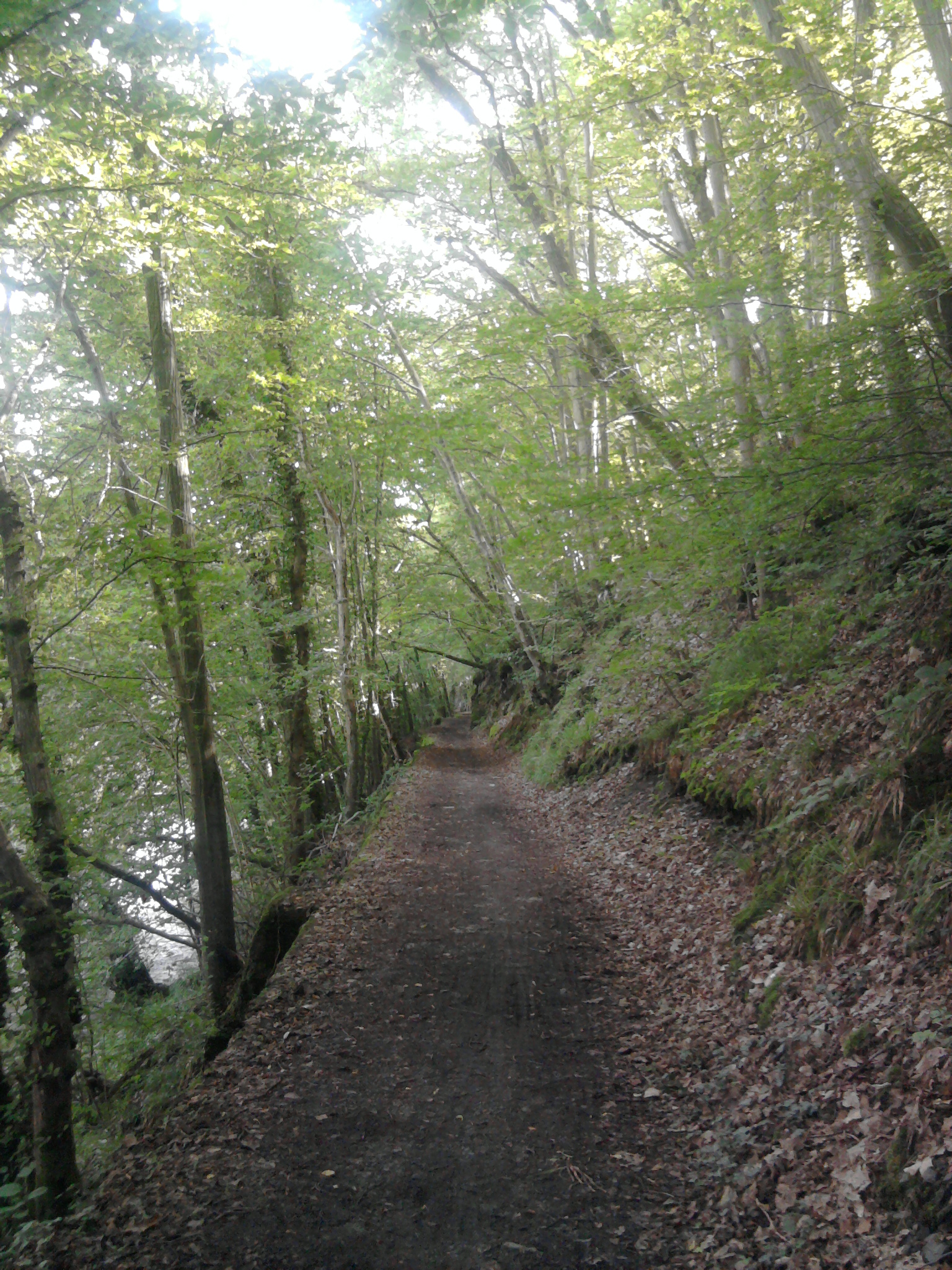
Chemin des bords de l'Ourthe à Tabreux.

## Personnalités liées

### Jean Del Cour: une figure de Hamoir et du paysage liégeois

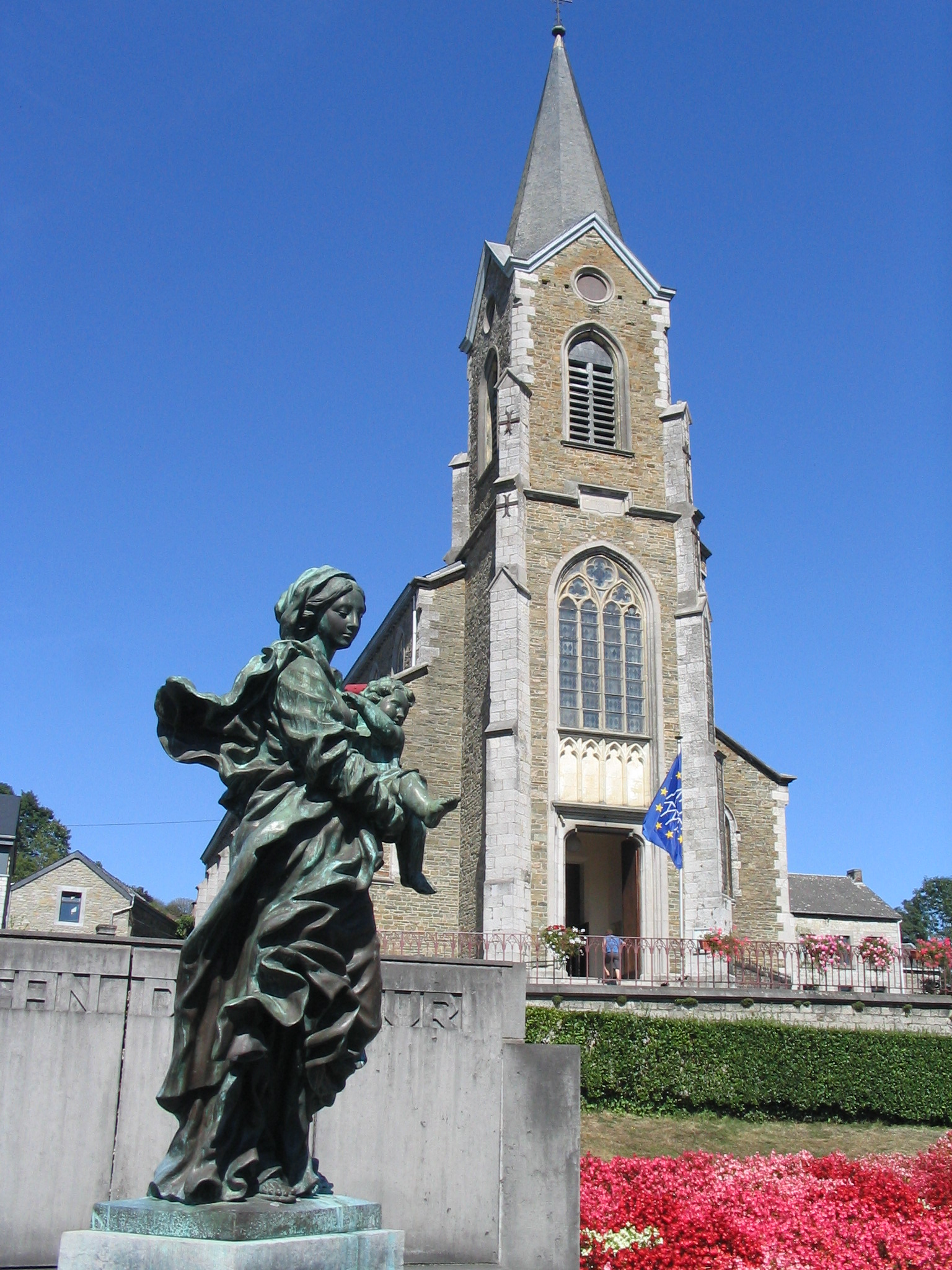
Copie de la Vierge à l'enfant devant l'église. L'original se trouve en Vinâve d'Île à Liège.

Jean Del Cour est né en 1631 à Hamoir, mort en 1707 à Liège, rue Sœurs-de-Hasque où était établi son atelier, et inhumé dans l'église aujourd'hui disparue de Saint-Martin-en-Île. Inspiré par son père menuisier, il fut un sculpteur fort demandé, preuve qu'il jouissait d'une certaine réputation à son époque. Nombre de ses œuvres se retrouvent dans les églises de Liège ou de Belgique. Citons par exemple la série des statues de l'église Saint-Jacques à Liège, en bois de tilleul, matière pour laquelle il était passé maître, et peintes pour imiter le marbre, celles de l'église des frères mineurs, la chapelle du Saint Sacrement de la collégiale St-Martin, le monument funéraire du 9e évêque de Gand dans la cathédrale Saint-Bavon, ou l'autel de l'église abbatiale d'Herckenrode aujourd'hui dans l'église Notre-Dame d'Hasselt. Mais ses œuvres les plus connues du Pays de Liège restent sans aucun doute La Vierge à l'Enfant qui trône au sommet de la fontaine de Vinâve d'Île, les Trois Grâces au sommet du Perron liégeois place du Marché et l'œuvre qui le révéla, le Christ en bronze du Pont des Arches, aujourd'hui conservé à la cathédrale Saint-Paul. Après sa mort, sa réputation de décrut pas, sauf à l'époque romantique, plus passionnée par l'époque médiévale, et sous la plume de quelques critiques. Ses plus grands admirateurs le verront rencontrer Le Bernin lors d'un voyage à Rome – alors qu'il n'aurait fréquenté, vraisemblablement, que son atelier ou quelques-uns de ses collaborateurs dont il se serait inspiré – et Vauban qui lui aurait commandé une statue de Louis XIV. Deux monuments en son honneur sont à mentionner : celui de la place Saint-Paul élevé en 1911 et celui de la place Del Cour à Hamoir en 1927 où trône une Vierge à l'Enfant en bronze.

### Autres personnalités liées à Hamoir
- Le peintre Henri Théatre (1913 - 1985), né à Hamoir.